# Shashi
Shashi léase Shá-Shi (en chino:沙市区, pinyin:Shāshì qū, lit: ciudad arena) es un distrito urbano bajo la administración directa de la ciudad-prefectura de Jingzhou. Se ubica al este de la provincia de Hubei , sur de la República Popular China. Su área es de 492 km² y su población total para 2010 fue de +600 mil habitantes.

## Administración
El distrito de Shashi se divide en 9 pueblos que se administran en 5 subdistritos y 4 poblados.